# Cour d'assises d'appel (France)
En France, la cour d'assises d'appel est une juridiction créée par la loi du 15 juin 2000 sur la présomption d'innocence. Elle est compétente pour statuer sur les appels formés contre les arrêts rendus par la cour d'assises statuant en première instance.
Son rôle est de rejuger entièrement chaque affaire sur le fond, c'est-à-dire qu'elle n'a pas à s'appuyer sur le jugement rendu en premier ressort pour rendre son verdict.

## Historique
Un projet de Jacques Toubon de créer des cours d'assises d'appel en 1996 n'avait pas abouti. L'instauration d'un recours en matière criminelle a été par la suite introduite par la commission des lois du Sénat lors de l'examen de la future loi du 15 juin 2000, dans un rapport soumis par le rapporteur Charles Jolibois.

## Différences et procédure
La grande différence avec la cour d'assises est sa composition lorsqu'elle statue sur l'action publique en matière criminelle:
- dans le cas général (cour comprenant un jury), ce jury est composé de 9 jurés au lieu de 6 en premier ressort.

## Pourvoi en cassation
Contre l'arrêt de la cour d'assises d'appel, les parties peuvent se pourvoir en cassation, dont la compétence se limite à l'examen des questions de droit. En cas de violation d'une règle de droit par la cour d'assises d'appel, la Cour de cassation peut casser l'arrêt de cette dernière et, éventuellement, renvoyer l'affaire devant une autre cour d'assises d'appel.
Ce processus peut encore se dérouler une fois. En effet, si la Cour de cassation est saisie une nouvelle fois, elle peut, de nouveau, renvoyer l'affaire devant une troisième cour d'assises d'appel mais, cette fois-ci, un pourvoi en cassation contre l'arrêt de la cour de renvoi ne sera plus possible et la cour d'assises aura l'obligation de se conformer à l'interprétation du droit fournie par la Cour de cassation (art. L 431-4 du Code de l'organisation judiciaire).
Le pourvoi en cassation pour les arrêts prononçant un acquittement ne peut pas aboutir à un ré-examen du dossier via un nouveau procès. Il ne se fait que "dans l'intérêt de la loi". La décision d'acquittement est donc définitive même si la cour de cassation juge que des règles de droits n'ont pas été appliquées par la cour d'appel.

## Autres voies de recours
Voir Cour de révision (France) et Commission de révision des condamnations pénales.

## Statistiques
Les décisions des cours d'assises peuvent faire l'objet d'un appel depuis le 1er janvier 2001. « Chaque année, environ 23 % des affaires sont réexaminées par une cour d’assises autre que celle qui avait statué en premier ressort,. » Ainsi, entre 2003 et 2005, 1 338 personnes réparties en 1 262 condamnés et 76 acquittés ont été rejugées en cour d'assises d'appel, aboutissant à une modification de la décision sur la culpabilité pour 8 % d'entre elles (43 acquittés en premier ressort condamnés en appel et 64 condamnés finalement acquittés en appel ; ces derniers, par comparaison avec les personnes condamnées en première instance et dont la culpabilité a été confirmée en appel, avaient été condamnés à des peines moins lourdes (47 % de réclusion criminelle au lieu de 77 %) ; parmi les acquittés en premier ressort finalement condamnés, les trois quarts (32 personnes) sont condamnés à la prison ferme d’une durée moyenne de près de 8 ans, un quart à un emprisonnement avec sursis total), ,. 92 % des décisions de première instance sur la culpabilité sont donc confirmées : 95 % des condamnations et 43 % des acquittements,.

La fréquence des appels est la même pour les acquittés et pour les condamnés. Le ministère public est seul à faire appel (des acquittements et des peines trop légères) dans 13,5 % des cas.
En 2008, les personnes jugées en appel étaient six fois moins nombreuses que celles jugées en première instance. Le taux national d'acquittement passe de 6,2 % en première instance à 9 % en appel.
Selon les juridictions, les cours d'assises seraient plus ou moins sévères.
En 2021, selon les chiffres fournis à « l’Obs » par le ministère de la Justice, 570 appels ont été interjetés sur les 1 757 verdicts de cour d’assises prononcés en premier ressort. 809 accusés ont été rejugés en appel et 51 d’entre eux − soit déjà acquittés en appel (?), soit des condamnés de première instance − ont été acquittés en appel.(source?)